# Café Comercial

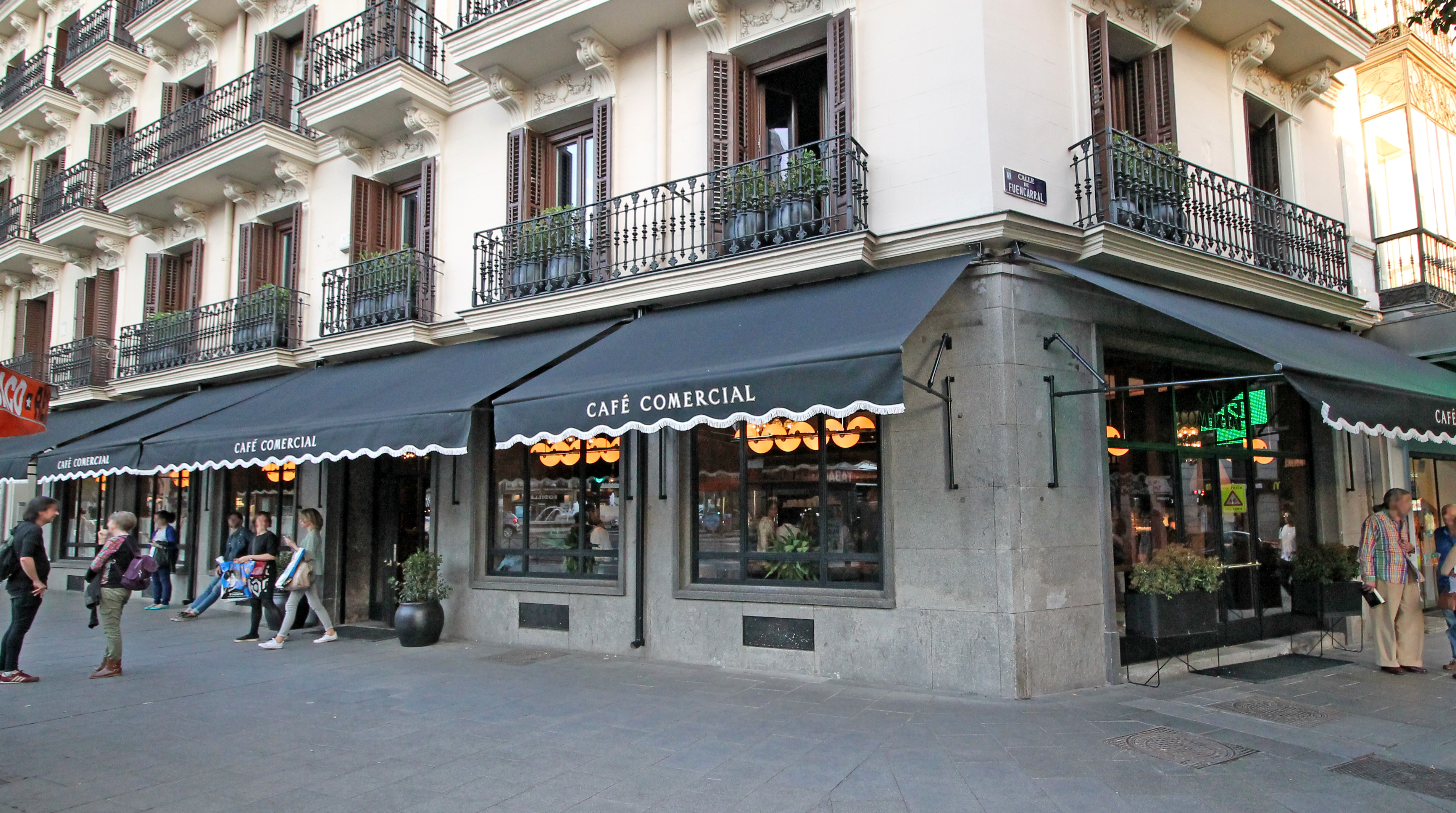
Fachada del Café Comercial en abril de 2017.

El Café Comercial es un establecimiento de Madrid situado en el número 7 de la glorieta de Bilbao esquina a la calle de Fuencarral, fundado el 21 de marzo de 1887, durante la Restauración borbónica en España. A lo largo de su historia ha contado con diversas tertulias y un club de ajedrez. Dispone de dos entradas (una de ellas con puerta giratoria que da a la plaza). Ha tenido importantes obras de reforma en 1895, 1953 y 2017. Tiene el título de establecimiento centenario, concedido por la Comunidad de Madrid.

## Historia
Abierto como café en 1887, ocupó el local de un edificio de nueva construcción, propiedad de la condesa de la Romera. En 1887, fue vendido a Antonio Gómez Fernández que lo renombró como Gran Café Comercial. Tras unas tempranas reformas en 1890, cinco años después Gómez decoró el café con  artesonados en el techo, pinturas atribuidas a Antonio Serrano Hidalgo en las paredes, y la restauración de las estatuas y los jarrones de la primera reforma. En ese marco elegante prosperarían los círculos y actuaciones musicales, con conciertos de bandurria y piano, violín y «cello». Al parecer, el propio Pablo Sorozábal Mariezkurrena formó parte del trío de cuerda del Café Comercial hacia 1919.
En 1906 el local había cambiado de propietario, si bien el nuevo dueño, Narciso Pérez de Muniain, mantuvo los conciertos de música en directo y por gramófono, y la costumbre de alquilar el salón para banquetes. Solo tres años después, en 1909, el café pasó a manos de Arturo Contreras Sepúlveda, responsable de que el establecimiento perdiera el “gran” que tuvo casi desde su fundación. A Contreras se debe también la instalación de una sala de billar en la planta superior, que llegó a generar su centenario club de ajedrez. Pronto menudearon las tertulias invernales y los animados veranos que ofrecía su amplia terraza con toldo, butacas de mimbre y 49 veladores, y la presencia desde 1894 de un kiosko de prensa. En la década de los años treinta llegó a conocerse como «el café de las bodas». Su popularidad y casticismo inspiró la estrofa de un chotis compuesto por Marcial Guareño:

Quiere usted tomar

un café rico,

acuda al Comercial

que es exquisito.

Durante la guerra civil española fue uno de los establecimientos gestionado por los propios trabajadores. Entre los años 1951 y 1952 se renovó por completo, incluyendo moderna maquinaria industrial además de la decoración (que llegaría a conservarse hasta el inicio del siglo xxi.  
Su historial presume de haber sido el primer café de Madrid en servir platos combinados (algo realmente improbable), y en la segunda mitad del siglo xx fueron famosos el chocolate con churros y los picatostes (tipismo gastronómico común a la mayoría de los cafés de Madrid). Al parecer fue también uno de los primeros cafés en emplear camareras.

### Cierre y reforma

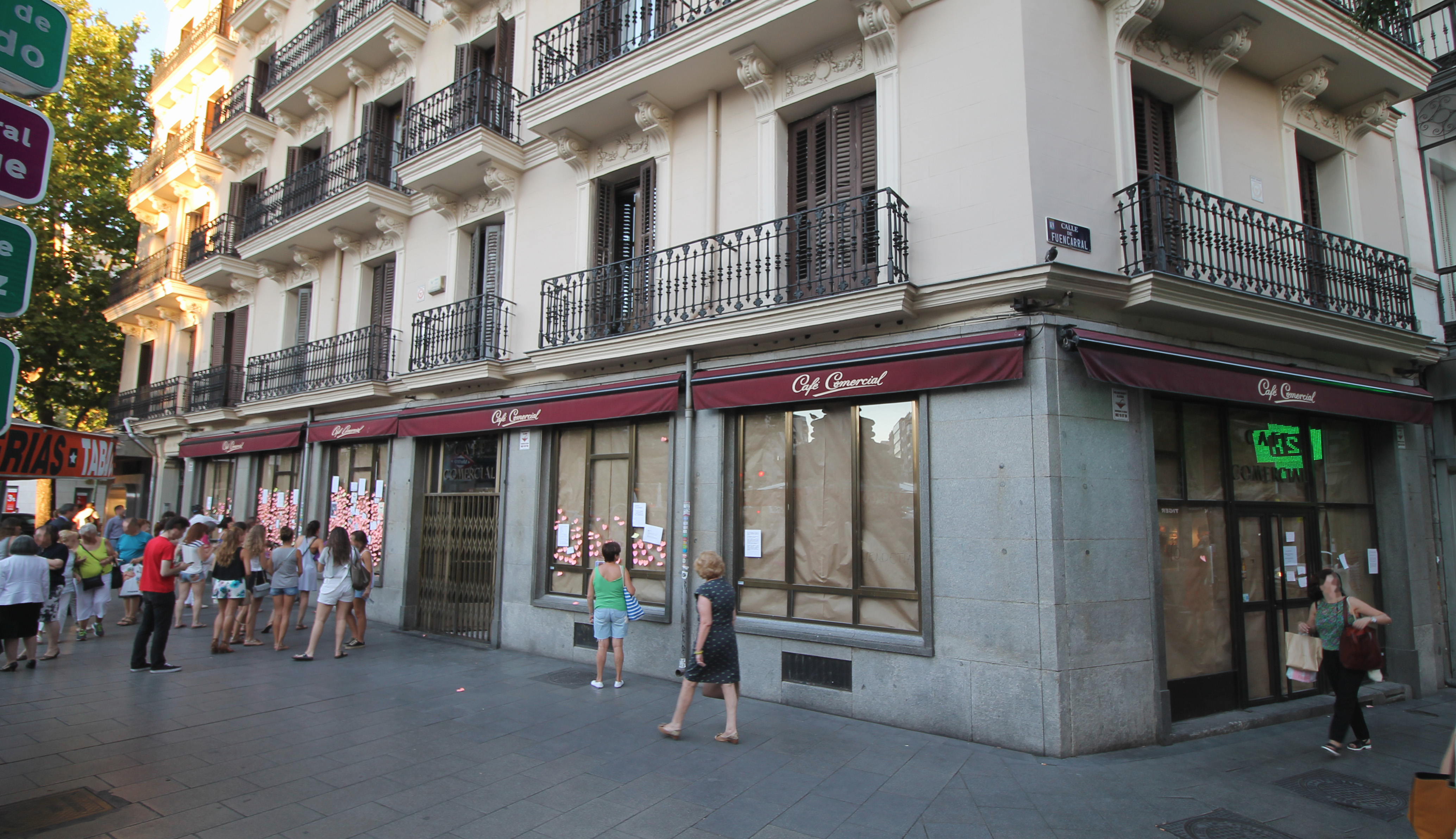
Café Comercial el 29 de julio de 2015, dos días después de su cierre temporal.

El Café Comercial cerró temporalmente el 27 de julio de 2015. El 22 de junio de 2016 se publicó noticia de su apertura tras su reforma y acondicionamiento, respetando todos sus elementos, dada su situación oficial de espacio protegido. La reapertura no se produjo, no obstante, hasta el 27 de marzo de 2017.
En 1999 fue colocada una placa del Ayuntamiento de Madrid sobre la fachada, encima de la puerta giratoria y entre los balcones del salón del primer piso, ponderando su significado histórico en la vida de la Villa.

## Tertulias y clientes

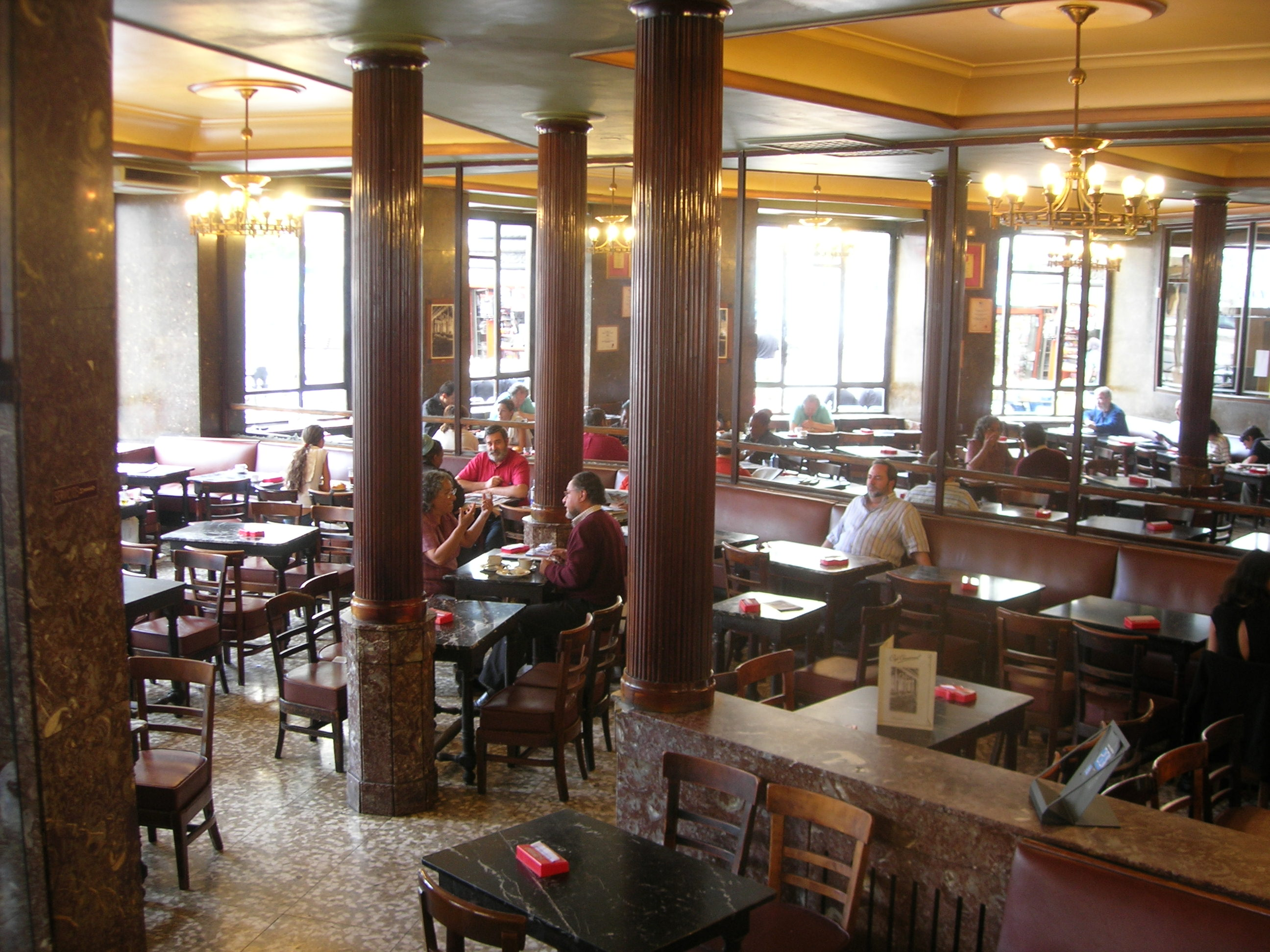
Interior del Café en 2006.

A lo largo de su historia se ha documentado la presencia entre sus mesas, divanes y veladores de diversos tipos de tertulias y peñas (como la que a caballo de dos siglos tuvieron Jerónimo Giménez, el pintor Juan Martínez Abades y el libretista Julián Moyrón Sánchez). Entre los escritores reclamados como clientes del Comercial, se anotan los nombres del poeta Antonio Machado (que luego gozaría de un espacio de homenaje denominado “Rincón de don Antonio”, coordinado por Rafael Soler y Pablo Méndez), junto a los de Edgar Neville, Ignacio Aldecoa, o Enrique Jardiel Poncela; además de los de Blas de Otero, Gabriel Celaya, Gloria Fuertes, José Hierro, José Manuel Caballero Bonald, Ángel González, Tomás Segovia, Rafael Sánchez Ferlosio, Enrique Tierno Galván o Rafael Azcona, el tenor argentino Javier Fontana entre otros muchos.
Existe también la creencia, muy posiblemente legendaria, de que algunas páginas de la novela de Camilo José Cela La Colmena, inspirada en el ambiente del antiguo Café Europeo que estuvo en el número 1 de la misma Glorieta de Bilbao, fueron también esbozadas en las mesas del Comercial, mediada la década de 1940.

## Un suceso
La prensa madrileña de 1887, recoge el suceso ocurrido el miércoles, 23 de noviembre de aquel año, cuando a las doce y treinta del mediodía, los guardias de orden público detuvieron en el café a un hombre que, pocos minutos antes, había disparado dos tiros a una joven modista causándole heridas muy graves en la cabeza y en la espalda. Se dio la circunstancia de que el agresor, Federico Calero, de estado civil casado y policía de profesión, había citado en el café a la agredida, Epifanía. El relato de los presentes, cuenta que ambos se saludaron y sentaron a una de las mesas, pero pronto la conversación degeneró en discusión; el hombre le solicitó la devolución de una papeleta de empeño sobre un reloj, a lo que ella replicó: “En cuestiones de intereses, lo que quieras, pero nada más”. En ese momento, él sacó un revólver de su bolsillo y disparó certero a la cabeza de la modista, rematándola luego en la espalda. Luego, se sentó y aguardó a que los guardias le detuvieran. La joven fue llevada al hospital de la Princesa, donde falleció a los pocos días. Federico Calero fue llevado a juicio un año después y condenado a la pena de cadena perpetua.

## Comunicación
La estación de metro más cercana es la de Bilbao, por la que pasan las líneas 1 y 4.